# Лілліська сільська рада
Лі́лліська сільська рада (ест. Lilli külanõukogu, рос. Лиллиский сельский совет) — сільська рада в Естонській РСР, адміністративно-територіальна одиниця в складі повіту Вільяндімаа (1945—1950) та Аб'яського району (1950—1960). Утворена 1945 року як Еріська сільська рада (ест. Äri külanõukogu, рос. Эриский сельский совет), перейменована 1954 року.

## Історія
13 вересня 1945 року на території волості Карксі у Вільяндіському повіті утворена Еріська сільська рада з центром у селі Ері.
26 вересня 1950 року, після скасування в Естонській РСР повітового та волосного поділу, сільська рада ввійшла до складу новоутвореного Аб'яського сільського району.
3 вересня 1960 року Лілліська сільська рада ліквідована. Її територія склала південну частину Полліської сільської ради.